# Slawi Wetan
Slawi Wetan is een bestuurslaag in het regentschap Tegal van de provincie Midden-Java, Indonesië. Slawi Wetan telt 8081 inwoners (volkstelling 2010).